# Secret Level
Secret Level (estilizado como SΞCRΞT LΞVΞL) é uma série de animação americana adulta criada por Tim Miller para o Amazon Prime Video, produzida pelo Blur Studio com a Amazon MGM Studios. Dave Wilson é produtor executivo e diretor supervisor. São 15 histórias ambientadas em mundos de diferentes videogames, estreladas pelas vozes de Arnold Schwarzenegger, Patrick Schwarzenegger, Kevin Hart, Laura Bailey, Heaven Hart, Keanu Reeves, Gabriel Luna, Ariana Greenblatt, Adewale Akinnuoye-Agbaje, Michael Beach, Emily Swallow e Claudia Doumit.
A série foi encomendada pela Amazon em agosto de 2024 e foi revelada pela primeira vez na Gamescom do mesmo mês. O lançamento mundial ocorreu em 10 de dezembro de 2024.

## Premissa
Quinze contos animados e independentes baseados em vários videogames e franquias são contados pela série.

## Elenco
- Arnold Schwarzenegger
- Patrick Schwarzenegger
- Kevin Hart
- Heaven Hart
- Keanu Reeves
- Gabriel Luna
- Ariana Greenblatt
- Adewale Akinnuoye-Agbaje
- Michael Beach
- Emily Swallow
- Cláudia Doumit
- Temuera Morrison
- Ricky Whittle
- Merle Dandridge
- Clive Standen
- Laura Bailey

## Produção
A série foi criada por Tim Miller, que cumpre a função de produtor executivo através de sua empresa, Blur Studio, que acaba atuando como uma produtora em conjunto com a Amazon MGM Studios. Dave Wilson atua como produtor executivo e diretor supervisor. A série foi encomendada pela Amazon Prime Video em 14 de agosto de 2024.

## Promoção
A série foi anunciada durante a Gamescom, em 20 de agosto de 2024. Um trailer foi lançado no evento, que apresentou trechos de cada um dos episódios.
O piloto que aparece no episódio de Armored Core foi alvo de atenção da mídia e especulação, devido à sua semelhança com o ator Keanu Reeves. Embora o Prime Video tenha se recusado a divulgar informações sobre o elenco no momento do anúncio, o site ComicBook reportou uma avalanche de "nada além de respostas sobre Reeves e sua potencial aparição" em uma postagem da conta de mídia social do game Armored Core. Wesley Yin-Poole, da IGN, disse que, se o personagem não fosse realmente interpretado por Reeves, o ator poderia até reivindicar o pagamento de royalties, devido à certeza da semelhança do personagem com ele. Ali Jones, do GamesRadar+, comentou que, embora a foto pudesse ser "simplesmente de um homem etnicamente ambíguo com barbas similares", eles notaram a semelhança e duvidaram que a própria plataforma de Armored Core colocaria a imagem com tanto destaque em sua conta de mídia social se fosse "apenas um ator aleatório" e não Reeves.
Em outubro de 2024, a escalação de Reeves foi oficialmente revelada ao lado de Arnold Schwarzenegger, Patrick Schwarzenegger, Kevin Hart, Heaven Hart, Gabriel Luna, Ariana Greenblatt, Adewale Akinnuoye-Agbaje, Michael Beach, Emily Swallow e Claudia Doumit.

## Lançamento
A série estreou mundialmente em 10 de dezembro de 2024. Serão lançados dois episódios por semana.

## Jogos e séries em destaque
As séries de videogame que aparecem no programa são:
| Marca                            | Proprietário(s)                |
| -------------------------------- | ------------------------------ |
| Armored Core                     | FromSoftware                   |
| Concord                          | Sony Interactive Entertainment |
| God of War                       | Sony Interactive Entertainment |
| Crossfire                        | Smilegate                      |
| Dungeons & Dragons               | Wizards of the Coast           |
| Exodus                           | Archetype Entertainment        |
| Honor of Kings                   | TiMi Studio Group              |
| Mega Man                         | Capcom                         |
| New World: Aeternum              | Amazon Games                   |
| Pac-Man                          | Bandai Namco Entertainment     |
| PlayStation                      | Sony Interactive Entertainment |
| Sifu                             | Sloclap                        |
| Spelunky                         | Mossmouth, LLC                 |
| The Outer Worlds                 | Obsidian Entertainment         |
| Unreal Tournament                | Epic Games                     |
| Warhammer 40.000: Space Marine 2 | Games Workshop                 |